# Fayetteville Marksmen
Fayetteville Marksmen je profesionální americký klub ledního hokeje, který sídlí ve Fayetteville ve státě Severní Karolína. Založen byl v roce 2002. Do profesionální SPHL vstoupil v ročníku 2004/05. Před vstupem do SPHL působil v Atlantic Coast Hockey League a South East Hockey League. Své domácí zápasy odehrává v hale Crown Coliseum s kapacitou 10 000 diváků. Klubové barvy jsou černá, oranžová, olivová a krémová.
Jedná se o vítěze SPHL ze sezóny 2006/07.

## Historické názvy
Zdroj: 
- 2002 – Cape Fear Fire Antz
- 2004 – Fayetteville FireAntz
- 2017 – Fayetteville Marksmen

## Úspěchy
- Vítěz SPHL ( 1× )
  - 2006/07

## Přehled ligové účasti
Zdroj: 
- 2002–2003: Atlantic Coast Hockey League
- 2003–2004: South East Hockey League
- 2004– : Southern Professional Hockey League